# Jorma Kinnunen
Jorma Vilho Paavali Kinnunen, född 15 december 1941 i Pihtipudas, död 25 juli 2019 i Äänekoski, var en finländsk spjutkastare, olympisk silvermedaljör och världsrekordhållare.
Jorma Kinnunen vann silvermedaljen vid OS i Mexiko 1968. Vid OS 1964 var han sexa (landsmannen Pauli Nevala vann) och i München 1972 likaså sexa. 18 juni 1969 kastade Kinnunen nytt världsrekord 92,70 m vid tävlingar i Tammerfors.
Han var finländsk mästare 1964, 1965, 1966, 1968 och 1969.
Spjutkarnevalen i Pihtipudas, en finländsk specialtävling för spjutkastare på Kinnunens födelseort, vann han åren 1972 och 1975.
Den småväxte (175 cm/75–80 kg) Kinnunens smeknamn var "den lille jätten från Äänekoski". Hans son Kimmo Kinnunen blev världsmästare i spjutkastning 1991.